# یوسف کهزاد
یوسف کهزاد (زادهٔ ۱۳۱۳ در کابل – درگذشتهٔ ۱۲ بهمن ۱۳۹۷) شاعر، نمایشنامه‌نویس، نقاش و بازیگر تئاتر اهل افغانستان بود.

## زندگی
یوسف کهزاد در سال ۱۹۳۵ (میلادی) در کابل زاده شد. نام پدر او «میرزا محمد علی» بود. خانواده کزاد، جایگاه بالایی در فرهنگ، هنر و ادبیات افغانستان دارد. برادر بزرگ یوسف به نام «احمد علی کهزاد» تاریخ‌نگار، باستان‌شناس و پژوهگر ادبی و تاریخ ادبیات فارسی دری است. او در یک مسابقه ادبی، با خواندن یک غزل بهاریه جایزهٔ نخست آن رقابت را دریافت کرد.
یوسف کهزاد با ذکیه کهزاد یکی از گویندگان پیشین رادیو تلویزیون ملی افغانستان ازدواج کرد. این زوج، او سه دختر و یک پسر داشتند.

## زندگی هنری
یوسف کهزاد مدرسه را در لیسه/دبیرستان عالی نجات (با نام دیگر "لیسه/دبیرستان امانی") در کابل به پایان رساند. در دوران دبیرستان به ادبیات و نقاشی روی آورد. او شیفته اشعار ابوالمعانی میرزا عبدالقادر بیدل بود. در دبیرستان، استادی به نام «نجف‌علی خان» کهزاد را به نوشتن، شعرگویی، و مکتب هندی آشنا کرد.
کهزاد پس از پشت سر گذاشتن دوران مدرسه، کنش خود را به نویسنده و بازیگر تئاتر در تئاتر شهر یا «شاری ننداری» و همکاری ادبی-هنری با نشریه کابل آغاز نمود.

## مهاجرت
در سال ۱۹۵۴ (میلادی) فراگیری زبان ادبیات فارسی دری در دانشگاه کابل را آغاز کرد و در سال ۱۹۶۰ (میلادی) برای یادگیری نقاشی مدرن در آکادمی هنرهای زیبای رم به ایتالیا رفت. در همان سال، آثار هنری او در کشورهای دانمارک، آلمان، ایتالیا، و سوئد به نمایش گذاشته شدند. کهزاد در یکی از مسابقات نقاشی که در ایتالیا برگزار شد، موفق به دریافت مقام نخست و دریافت مدال طلا شد.

## کار دولتی
یوسف کهزاد در ۱۹۶۵ (میلادی) به افغانستان برگشت و به عنوان مدیر هنر ریاست تالیف و ترجمۀ وزارت آموزش و پرورش افغانستان آغاز به کار کرد. یوسف کهزاد در سال ۱۹۶۶ (میلادی) به عنوان مسئول هنر در ریاست ثقافت و هنر وزارت اطلاعات و فرهنگ کار می‌کرد. او در همان زمان نگارستان غلام محمد میمنه گی را تأسیس کرد و نگارستان ملی افغانستان را پایه‌گذاری کرد. او همکاری پراکنده‌ای هم با رادیو تلویزیون ملی افغانستان داشت و کوتاه زمانی در دانشکدۀ هنرهای زیبای دانشگاه کابل، نقاشی یاد می‌داد. ریاست فرهنگ در وزارت اطلاعات و فرهنگ افغانستان آخرین کار دولتی کهزاد در افغانستان بود.

## خروج از کشور
در سال ۱۹۹۲ (میلادی) با آغاز جنگ داخلی افغانستان (۱۹۹۲-۱۹۹۶) یوسف کهزاد به همراه خانواده، افغانستان را ترک کرد و هشت سال با دشواری در هند زندگی کرد. او در این مدت در هند به کار نقاشی خود ادامه داد. پس از آن به کالیفرنیای آمریکا رفت.

## مرگ
یوسف کهزاد در روز ۱۲ بهمن ۱۳۹۷، بر اثر بیماری در سن ۸۴ سالگی درگذشت.